# Ronde van Hongarije 2021
De 42e editie van de wielerwedstrijd Ronde van Hongarije vond in 2021 plaats van 12 tot en met 16 mei. De start was in Siófok, de finish in Boedapest. De ronde was onderdeel van de UCI Europe Tour 2021, in de categorie 2.1. In 2020 won de Hongaar Attila Valter; hij werd opgevolgd door de Australiër Damien Howson.

## Deelname
Er nemen acht UCI World Tour-ploegen, negen UCI ProTeams, vier continentale teams en een nationale selectie deel.
| WorldTour | ProTeam | Continentaal                                                      | nationale selectie |
| --- | --- | ----------------------------------------------------------------- | ------------------ |
| Astana-Premier Tech Bahrain-Victorious BORA-hansgrohe Israel Start-Up Nation Team BikeExchange Team DSM Team Jumbo-Visma Trek-Segafredo | Androni Giocattoli-Sidermec Bingoal Pauwels Sauces WB Caja Rural-Seguros RGA EOLO-Kometa Gazprom-RusVelo Sport Vlaanderen-Baloise Team Novo Nordisk Uno-X Pro Cycling Team Vini Zabù-KTM | Adria Mobil Giotti Victoria Mazowsze Serce Polski Voster ATS Team | Hongarije          |

## Etappe-overzicht
| Etappe | Datum  | Start          | Finish      | Type       | Afstand  | Winnaar       | Klassementsleider |
| ------ | ------ | -------------- | ----------- | ---------- | -------- | ------------- | ----------------- |
| 1      | 12 mei | Siófok         | Kaposvár    | Vlakke rit | 173 km   | Phil Bauhaus  | Phil Bauhaus      |
| 2      | 13 mei | Balatonfüred   | Nagykanizsa | Heuvelrit  | 182,6 km | Jordi Meeus   | Jordi Meeus       |
| 3      | 14 mei | Veszprém       | Tata        | Heuvelrit  | 141,9 km | Phil Bauhaus  | Phil Bauhaus      |
| 4      | 15 mei | Balassagyarmat | Kékes       | Bergrit    | 202,2 km | Damien Howson | Damien Howson     |
| 5      | 16 mei | Boedapest      | Boedapest   | Vlakke rit | 92,4 km  | Edward Theuns | Damien Howson     |

## Eindklassementen
| Plaats    | Naam              | Ploeg                     | Tijd      |
| --------- | ----------------- | ------------------------- | --------- |
| Gele trui | Damien Howson     | Team BikeExchange         | 18u07'10" |
| 2         | Ben Hermans       | Israel Start-Up Nation    | + 16"     |
| 3         | Antonio Tiberi    | Trek-Segafredo            | + 24"     |
| 4         | Jhojan García     | Caja Rural-Seguros RGA    | + 32"     |
| 5         | Stefan de Bod     | Astana-Premier Tech       | + 45"     |
| 6         | Laurens Huys      | Bingoal Pauwels Sauces WB | + 51"     |
| 7         | Pawel Cieślik     | Voster ATS Team           | + 54"     |
| 8         | Javier Romo       | Astana-Premier Tech       | z.t.      |
| 9         | Kevin Colleoni    | Team BikeExchange         | + 57"     |
| 10        | Santiago Buitrago | Bahrain-Victorious        | + 59"     |
|           |                   |                           |           |
| 13        | Gijs Leemreize    | Team Jumbo-Visma          | + 1'21"   |

| Plaats      | Naam          | Ploeg              | Punten |
| ----------- | ------------- | ------------------ | ------ |
| Groene trui | Phil Bauhaus  | Bahrain-Victorious | 53     |
| 2           | Jordi Meeus   | BORA-hansgrohe     | 30     |
| 3           | Edward Theuns | Trek-Segafredo     | 24     |
|             |               |                    |        |
| 4           | Olav Kooij    | Team Jumbo-Visma   | 24     |

| Plaats    | Naam            | Ploeg                  | Punten |
| --------- | --------------- | ---------------------- | ------ |
| Rode trui | Maciej Paterski | Voster ATS Team        | 21     |
| 2         | Patryk Stosz    | Voster ATS Team        | 13     |
| 3         | Damien Howson   | Team BikeExchange      | 10     |
|           |                 |                        |        |
| 4         | Ben Hermans     | Israel Start-Up Nation | 7      |

| Plaats | Ploeg                    | Tijd      |
| ------ | ------------------------ | --------- |
|        | Astana-Premier Tech      | 54u24'49" |
| 2      | Caja Rural-Seguros RGA   | + 12"     |
| 3      | Team BikeExchange        | + 18"     |
|        |                          |           |
| 6      | Sport Vlaanderen-Baloise | + 1'41"   |
| 7      | Team Jumbo-Visma         | + 2'18"   |

## Klassementenverloop
| Etappe       | Winnaar       | Algemeen klassement · | Puntenklassement · | Bergklassement · | Ploegenklassement      |
| ------------ | ------------- | --------------------- | ------------------ | ---------------- | ---------------------- |
| 1            | Phil Bauhaus  | Phil Bauhaus          | Phil Bauhaus       | Patryk Stosz     | Uno-X Pro Cycling Team |
| 2            | Jordi Meeus   | Jordi Meeus           | Jordi Meeus        | Maciej Paterski  | Trek-Segafredo         |
| 3            | Phil Bauhaus  | Phil Bauhaus          | Phil Bauhaus       | Maciej Paterski  | Trek-Segafredo         |
| 4            | Damien Howson | Damien Howson         | Phil Bauhaus       | Maciej Paterski  | Astana-Premier Tech    |
| 5            | Edward Theuns | Damien Howson         | Phil Bauhaus       | Maciej Paterski  | Astana-Premier Tech    |
| 0Eindstanden | 0Eindstanden  | Damien Howson         | Phil Bauhaus       | Maciej Paterski  | Astana-Premier Tech    |

1925 · 1926 · 1927 · 1928 · 1928 · 1929 · 1930 · 1931 · 1932 · 1933 · 1934 · 1935 · 1936 · 1937· 1938-1941 · 1942 · 1943 · 1944-1948 · 1949 · 1950-1952 · 1953 · 1954 · 1955 · 1956 · 1957-1961 · 1962 · 1963 · 1964 · 1965 · 1966-1992 · 1993 · 1994 · 1995 · 1996 · 1997 · 1998 · 1999-2000 · 2001 · 2002 · 2003 · 2004 · 2005 · 2006 · 2007 · 2008 · 2009-2014 · 2015· 2016· 2017· 2018· 2019 · 2020 · 2021 · 2022 · 2023 · 2024